# Résolution 942 du Conseil de sécurité des Nations unies
Membres permanents
- Chine
- États-Unis
- France
- Royaume-Uni
- Russie

Membres non permanents
- Argentine
- Brésil
- Djibouti
- Espagne
- Nigéria
- Nouvelle-Zélande
- Oman
- Pakistan
- République tchèque
- Rwanda

Résolution no 941 Résolution no 943
La résolution 942 du Conseil de sécurité des Nations unies, adoptée le 23 septembre 1994, après avoir réaffirmé toutes les résolutions sur la situation en Bosnie-Herzégovine, a renforcé les mesures relatives aux zones de sécurité sous le contrôle des forces serbes de Bosnie.
Le Conseil de sécurité souhaitait que le conflit dans l'ex-Yougoslavie soit résolu par la négociation et tout en préservant l'intégrité territoriale des pays de la région. La partie serbe de Bosnie avait refusé d'accepter un règlement territorial proposé et celle-ci a été condamné. Il a été déclaré que toutes les mesures adoptées dans cette résolution et dans les résolutions précédentes avaient été imposées pour contribuer à une solution négociée.
Agissant en vertu du chapitre VII de la Charte des Nations unies, le Conseil a exprimé son approbation du règlement territorial et le fait qu'il a été accepté par toutes les parties, à l'exception de la partie serbe de Bosnie, qui a été condamnée. Toutes les parties étaient tenues de respecter le cessez-le-feu convenu le 8 juillet 1994 et de cesser les hostilités.
Les mesures de sécurité dans les zones contrôlées par la partie serbe de Bosnie ont été renforcées. Il a été décidé que tous les États s'abstiendraient de tout dialogue politique avec cette partie jusqu'à ce que celui-ci ait accepté les propositions. De plus, tous les États ont reçu pour instruction de :
a) interdire les activités économiques détenues ou contrôlées par les forces serbes de Bosnie sur leur territoire, à l'exclusion de la fourniture de l'aide humanitaire et de denrées alimentaires notifiées au Comité créé par la résolution 724 (1992) ;
b) geler les fonds des forces serbes de Bosnie ;
c) empêcher la fourniture de services à l'exclusion des services de télécommunications, postaux, juridiques ou autorisés par le gouvernement de Bosnie-Herzégovine ;
d) imposer des interdictions de voyager aux responsables serbes de Bosnie et à ceux agissant au nom de ces autorités ;
e) interdire le trafic fluvial dans les ports contrôlés par les forces serbes de Bosnie, à moins d'y être autorisé au cas par cas ;
f) empêcher le détournement des bénéfices des zones sous contrôle serbe de Bosnie vers d'autres zones, y compris les zones protégées par les Nations unies en Croatie.
Les dispositions de cette résolution ne s'appliqueraient pas à la Force de protection des Nations unies (FORPRONU), à la Conférence internationale sur l'ex-Yougoslavie ou à la Mission de surveillance de la Communauté européenne, et seraient réexaminées tous les quatre mois. Enfin, le secrétaire général Boutros Boutros-Ghali a été chargé d'apporter son aide au Comité.
La résolution 942 a été adoptée par 14 voix contre zéro, avec une abstention de la Chine.

## Voir également
- Génocide bosniaque
- Guerre de Bosnie-Herzégovine
- Dislocation de la Yougoslavie
- Guerre de Croatie
- Guerres de Yougoslavie